# Moszczenica (Jastrzębie-Zdrój)
Moszczenica (niem. Moschczenitz, śl. Moszczynica) – część miasta Jastrzębie-Zdrój oraz sołectwo w jego granicach. 
W 2021 r. sołectwo miało 3360 mieszkańców i liczyło 803 ha powierzchni. Moszczenica od 1975 r. jest częścią Jastrzębia-Zdroju.
Z sołectwa pochodzą: filolog prof. Rudolf Ranoszek, ks. Infułat Józef Pawliczek, oraz ekonomista prof. Jan Pyka.
Od 2014 roku na terenie Moszczenicy działa Stowarzyszenie na Rzecz Rozwoju Moszczenicy Śląskiej.

## Położenie
Moszczenica jest położona w południowo-zachodniej części miasta nad rzeką Szotkówką. Historycznie leży na Górnym Śląsku na ziemi wodzisławskiej, geograficznie zaś na Płaskowyżu Rybnickim.
Znajduje się przy granicy z Czechami. Moszczenica bezpośrednio sąsiaduje z jednostkami: Ruptawa, Zdrój oraz Złote Łany (będące enklawą na terytorium Moszczenicy), a także z Mszaną w gminie Mszana oraz Gołkowicami i Skrzyszowem w gminie Godów w powiecie wodzisławskim.

## Nazwa
W księdze łacińskiej Liber fundationis episcopatus Vratislaviensis (pol. Księga uposażeń biskupstwa wrocławskiego) spisanej za czasów biskupa Henryka z Wierzbna w latach 1295–1305 miejscowość wymieniona jest w szeregu wsi położonych w okolicy Żor i Wodzisławia (ville circa Zary et Wladislaviam) w zlatynizownej formie Moschenicza ("Item in Moschenicza debent esse XXIII) mansi"). 

## Historia
W latach 1474 – 1809 należała do Wodzisławskiego Państwa Stanowego, a po jego likwidacji znalazła się w granicach powiatu pszczyńskiego. W wyniku wojen śląskich Ruptawa znalazła się wraz z całą ziemią wodzisławską w Królestwie Pruskim. Następnie po II wojnie światowej jako gmina należała do powiatu wodzisławskiego. 
W latach 1945–1954 należała do gminy Jastrzębie Zdrój. W latach 1954–1972 była siedzibą Gromady Moszczenica.
1 stycznia 1969 r. część gromady Moszczenica włączono do Jastrzębia-Zdroju. W 1975 roku cała miejscowość stała się przemysłową dzielnicą Jastrzębia z Kopalnią Węgla Kamiennego Moszczenica. Przez Moszczenicę przebiegały linie kolejowe: Jastrzębie-Zdrój - Zebrzydowice i Orzesze - Wodzisław Śląski zlikwidowane w latach 90. XX w. Zachował się budynek stacyjny dawnej stacji kolejowej.

## Zabudowa
Na moszczenickim cmentarzu parafialnym pochowany jest Rudolf Ranoszek. Na tym samym cmentarzu znajduje się pomnik poległych podczas I wojny światowej oraz dąb szypułkowy - jeden z pomników przyrody w Jastrzębiu-Zdroju.
Na terenie sołectwa znajdują się placówki oświatowe: Publiczne Przedszkole nr 26, Szkoła Podstawowa nr 16 im. prof. Rudolfa Ranoszka oraz Zespół Szkół nr 4 im. Czesława Miłosza, na który składają się Gimnazjum nr 2 i Technikum nr 6.
Funkcję kościoła parafialnego w Moszczenicy pełni kościół Matki Bożej Różańcowej, znajdujący się na ul. Kościelnej. Innym obiektem sakralnym jest kapliczka św. Jana Nepomucena leżąca przy ul. Komuny Paryskiej.
Gospodarstwa i hodowle znikają, a pola uprawne przeistaczają się w tereny pod zabudowę domów jednorodzinnych, w związku z czym Moszczenica staje się dzielnicą willowo-rekreacyjną. Znajduje się tutaj stadion sportowy, który z pobliskim hotelem tworzą m.in. bazą szkoleniową dla klubu GKS Jastrzębie.  
W Moszczenicy znajdowała się Kopalnia Węgla Kamiennego Moszczenica, obecnie w trakcie rozbiórki. Jej dawne tereny to obecnie Specjalna Strefa Ekonomiczna. W dzielnicy działa zakład produkcji przypraw i koncentratów Prymat wraz z siedzibą firmy i serwisem konsumenta. 

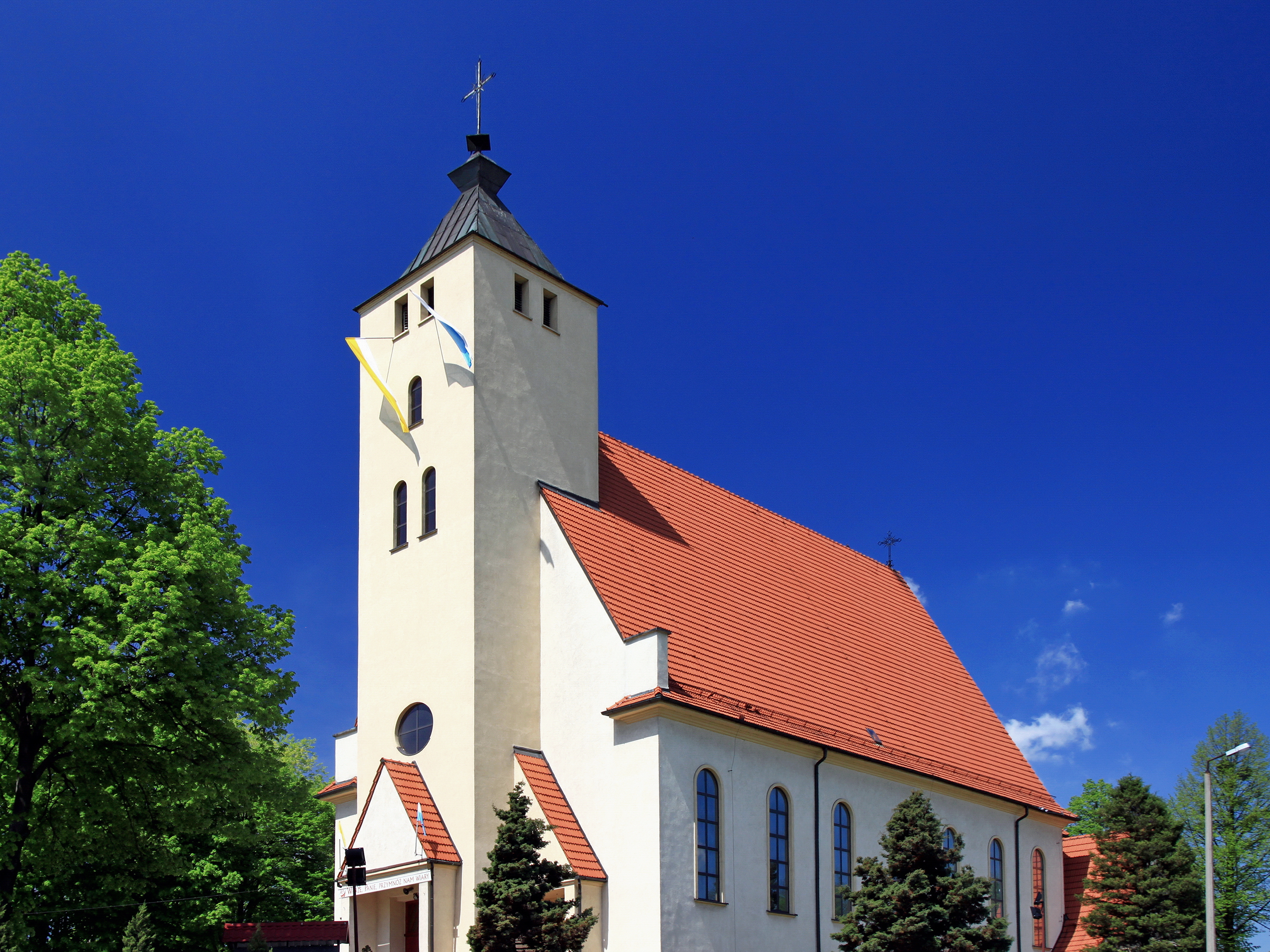
Kościół parafialny Matki Bożej Różańcowej
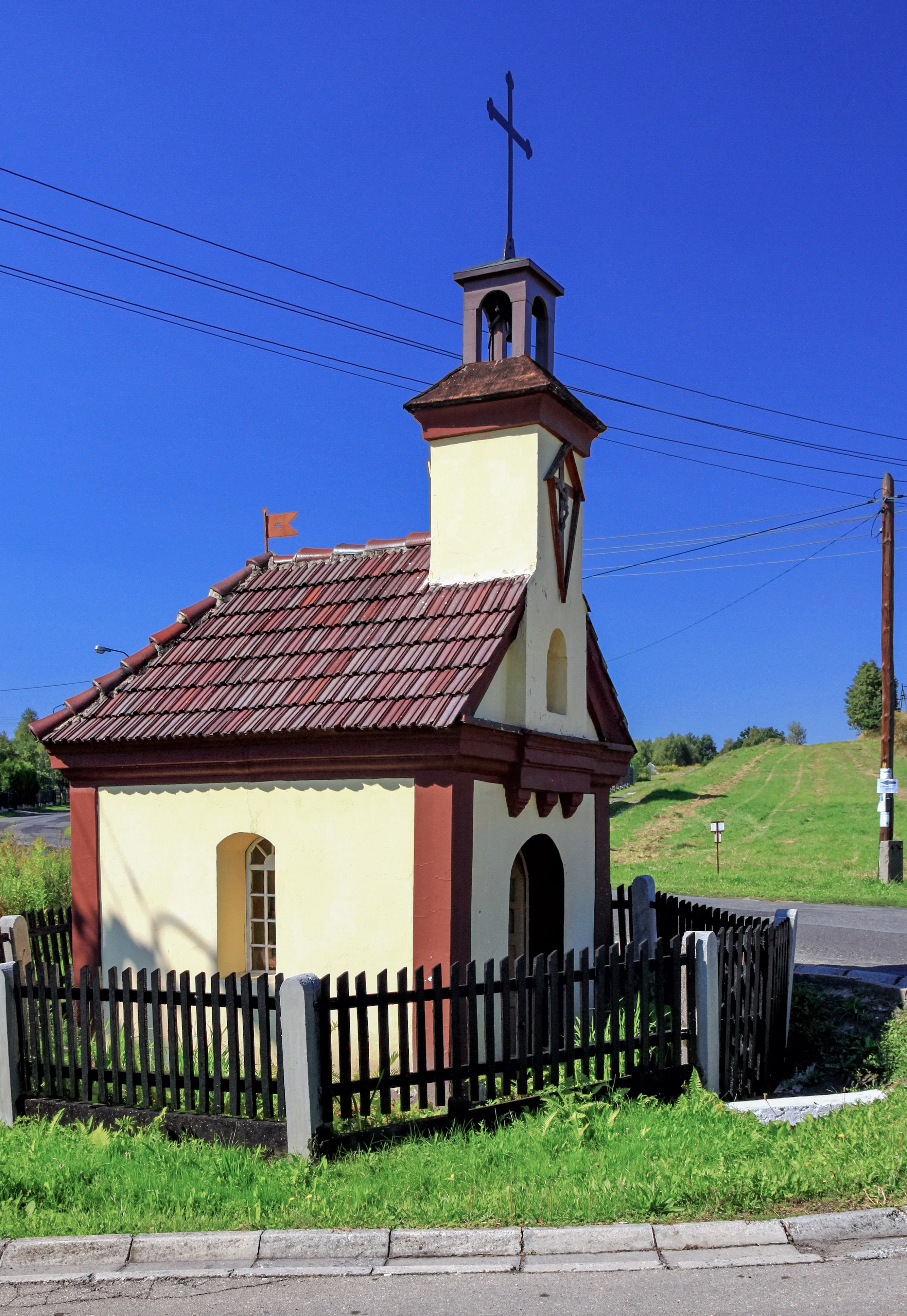
Kapliczka św. Jana Nepomucena

## Organizacje religijne
- Kościół rzymskokatolicki, parafia pw. Matki Boskiej Różańcowej
- Kościół zielonoświątkowy, zbór „Oaza Miłości”

## Podział administracyjny
Osiedla
- Złote Łany

Przysiółki
- Piaski
- Szotkowice